# Palazzo Giordano (Neapel)

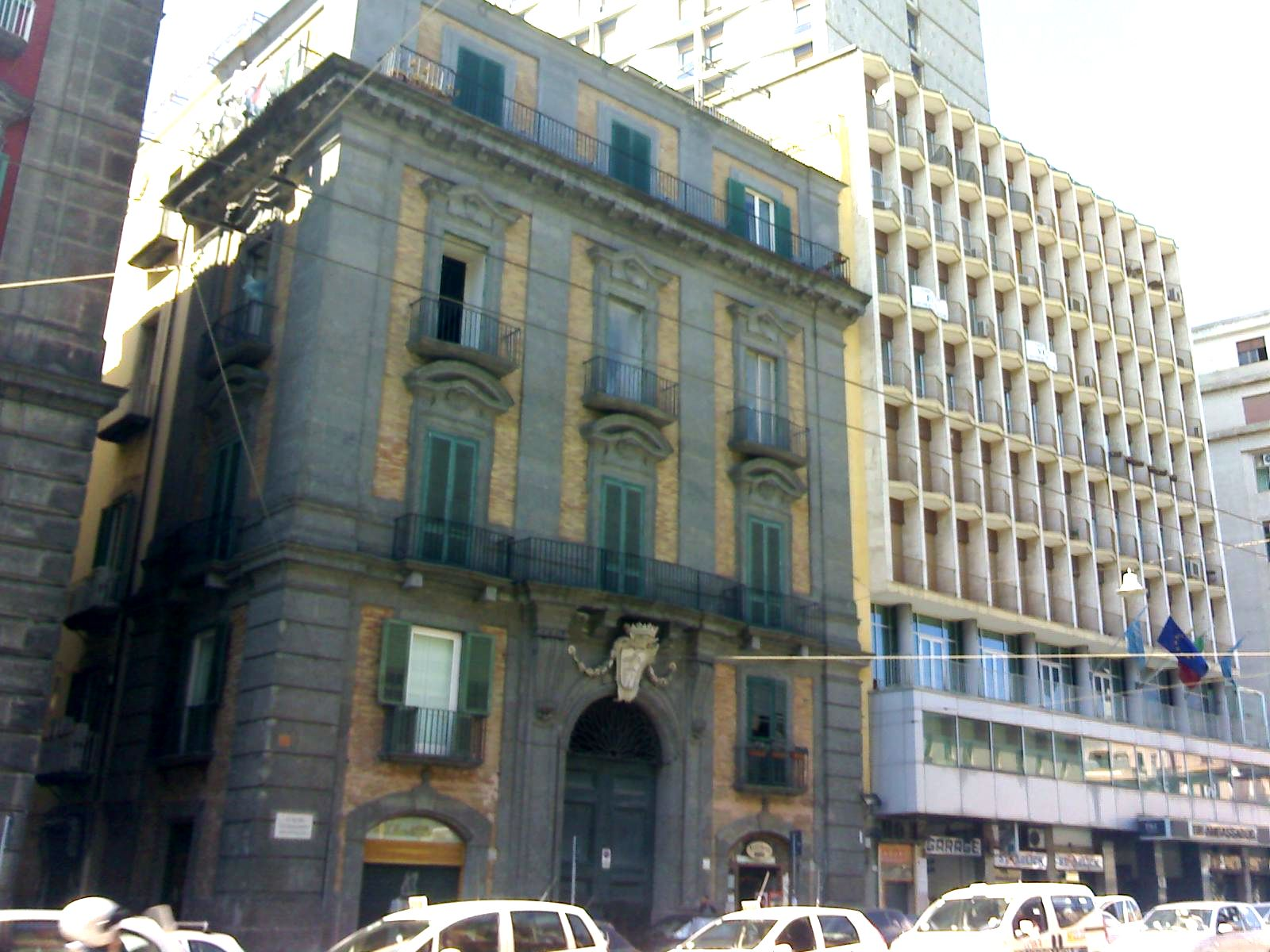
Palazzo Giordano in Neapel: Hauptfassade

Der Palazzo Giordano ist ein Palast aus dem 16. Jahrhundert im Viertel San Giuseppe in Neapel in der italienischen Region Kampanien. Er liegt in der Via Medina, 63.

## Geschichte
Filippo della Noja, Prinz von Sulmona, ließ den Palast 1540 unter Leitung des Architekten Giovan Francesco di Palma Mormanno erbauen.
Später fiel das Anwesen an die Familie Ruffo di Bagnara. Herzog Giordano ließ es von 1775 bis 1780 unter der Leitung des Architekten Ferdinando Fuga umgestalten. Dieser hatte in derselben Zeitspanne den Umbau des benachbarten Palazzo d’Aquino di Caramanico realisiert.
Später gehörte der Palast der Familie Caracciolo di Forino und in der Folge fiel er an die Barone Muzj (Popoli) der Magistrat Concezio Muzj wohnte dort, wie der nachfolgende Epigraph aussagt:

“A CONCEZIO MUZI
PRIMO PRESIDENTE DELLA CORTE DI APPELLO
DI NAPOLI INTEGRO NEL MAGISTRATO
GIURECONSULTO NEGLI SCRITTI PENSATORE
NELLA PAROLA E NELLA VITA PUBBLICA E
PRIVATA GRANDE UOMO IMITATO ESEMPIO
NEL XXV ANNIVERSARIO DELLA SUA MORTE
IL COMUNE DECRETO
A. MCMXV“

(dt.: An Concezio Muzi
erster Präsident des Appellationsgerichtes
von Neapel in den Magistrat aufgenommen
Rechtsberater in den Denkschriften
in Wort und im Leben, dem öffentlichen
wie dem privaten, ein großer Mann und Beispiel zur Nachahmung
zum 25. Jahrestages seines Todes
nach gemeinsamen Beschluss
Jahr 1915.)

## Beschreibung und Kunstwerke
Das Gebäude drückt als ziviles Wohngebäude einen Anklang an das neapolitanische Barock aus: Der Innenhof ist nicht mit Vorhallen versehen und an dessen Rückwand gibt es keine offene Treppe; die Treppe liegt in den Räumlichkeiten neben dem Eingang. In den oberen Stockwerken liegen zum Innenhof hin Rokokobalkone, von denen der im ersten Obergeschoss mit einer später angebauten, hölzernen Loggia ausgestattet ist.
Über dem Eingangsportal ist das Familienwappen der Giordanos angebracht.
Einen bemerkenswerten Effekt hat die bühnenreife Fassade des Palastes, die sich mit einem imposanten Eingangsportal in Piperno zeigt.